# Paul Boudon
Paul Boudon, né le 17 novembre 1907 à Brioude (Haute-Loire) et mort le 20 novembre 1988 à La Flèche (Sarthe), est un homme politique français.

## Détail des fonctions et des mandats
Mandat parlementaire
- 22 avril 1971 - 2 avril 1978 : Député de la Troisième circonscription de Maine-et-Loire